# Lənkəran Dövlət Universiteti
Lənkəran Dövlət Universiteti – uczelnia w Lenkoran w Azerbejdżanie. W 1991 roku rozpoczęła działalność jako oddział Bakijskiego Uniwersytetu Państwowego, a w 1992 roku otrzymała status niezależnego uniwersytetu państwowego.
Na uniwersytecie kształci się ok. 1500 studentów i 100 studentów studiów podyplomowych. Na uczelni pracuje ok. 250 pracowników naukowych, w tym 150 kandydatów nauk.

## Wydziały i instytuty
Wydział Nauk Naturalnych:
- Instytut Fizyki, Matematyki i Informatyki,
- Instytut Geografii i Ekologii,
- Instytut Chemii i Biologii,
- Instytut Sportu i Obrony Cywilnej.

Wydział Nauk Humanistycznych i Pedagogicznych:
- Instytut Języka i Literatura,
- Instytut Języków Obcych,
- Instytut Historii i Filozofii,
- Instytut Pedagogiki i Psychologii.

Wydział Ekonomii i Zarządzanie:
- Instytut Ekonomii i Agrotechniki,
- Instytut Ekonomii Analitycznej i Zarządzania,
- Instytut Informatyki Ekonomiczna i Ekologii[3].